# Морское купание (фильм, 1895)
«Морско́е купа́ние» (фр. La Mer или Baignade en mer; 1895) — документальный короткометражный фильм; один из первых фильмов, снятых братьями Люмьер. В фильме показан берег пляжа с пирсом. Отдыхающие прыгают с пирса на мелководье и выходят из воды на берег.
Фильм завершал знаменитый первый платный люмьеровский киносеанс из десяти фильмов в Париже в подвале «Гран-кафе» на бульваре Капуцинок 28 декабря 1895 года.